# Fotovoltaica de telururo de cadmio

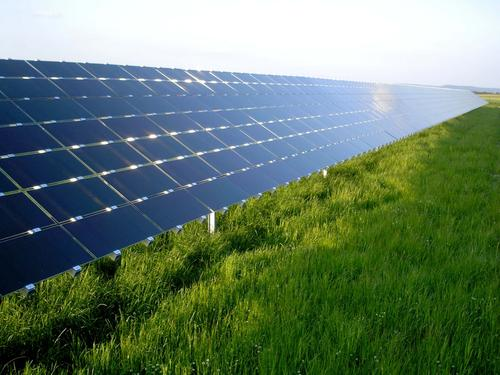
Matriz fotovoltaica compuesta de paneles solares de telururo de cadmio (CdTe)

La fotovoltaica de telururo de cadmio (CdTe) describe una tecnología fotovoltaica (PV) que se basa en el uso de telururo de cadmio, una delgada capa semiconductora diseñada para absorber y convertir la luz solar en electricidad. El telururo de cadmio PV es la única tecnología de película delgada con menores costos que las células solares convencionales hechas de silicio cristalino en sistemas de varios kilovatios.
Sobre una base de ciclo de vida, CdTe PV tiene la huella de carbono más pequeña, el menor consumo de agua y el menor tiempo de amortización energética de todas las tecnologías solares. El tiempo de ramortización de energía de CdTe inferior a un año permite reducciones de carbono más rápidas sin déficits de energía a corto plazo.
La toxicidad del cadmio es una preocupación ambiental mitigada por el reciclaje de módulos de CdTe al final de su vida útil, aunque todavía hay incertidumbres y la opinión pública es escéptica con respecto a esta tecnología. El uso de materiales raros también puede convertirse en un factor limitante de la escalabilidad industrial de la tecnología CdTe en el futuro a mediano plazo. La abundancia de telurio -de los cuales el telururo es la forma aniónica- es comparable a la del platino en la corteza terrestre y contribuye significativamente al costo del módulo.
Los sistemas fotovoltaicos CdTe se utilizan en algunas de las estaciones de energía fotovoltaica más grandes del mundo, como Topaz Solar Farm. Con una participación del 5,1% de la producción fotovoltaica mundial, la tecnología CdTe representó más de la mitad del mercado de películas delgadas en 2013. Un destacado fabricante de tecnología de película delgada CdTe es la empresa First Solar, con sede en Tempe, Arizona.